# Antanambao Andranolava
Antanambao Andranolava est une commune urbaine malgache située dans la partie centre-est de la région de Boeny.

## Géographie
Géographie d'Antanambao Andranolava 

### Localisation
Pays : Madagascar 
Province : Mahajanga 
Région : Boeny
Coordonnées géographiques : 

### Climat
Le climat d’Antanambao Andranolava est de type savane tropicale avec un hiver sec, selon la classification de Köppen (Aw).
Caractérisé par une saison des pluies marquée et une saison sèche plus courte.

### Villes et villages voisins
Marovoay Banlieue 
Marovoay Sud 
Marovoay

## Démographie
Population totale :
La commune comptait 5000 habitants lors de l'estimation de l'année 2000.
Structure sociale :
5 % de la population est considérée comme extrêmement pauvre.
80 % des habitants sont considérés comme pauvres.
10 % ont un niveau de vie moyen.
5 % de la population est considérée comme aisée.